# Gefitynib
Gefitynib – inhibitor kinazy proteinowej, wskazany do leczenia dorosłych pacjentów z niedrobnokomórkowym rakiem płuca, miejscowo zaawansowanym lub z przerzutami, z aktywującą mutacją EGFR-TK.

## Mechanizm działania
Gefitynib jest wybiórczym, małocząsteczkowym inhibitorem kinazy tyrozynowej receptora dla naskórkowego czynnika wzrostu i jest skutecznym sposobem leczenia u pacjentów dotkniętych nowotworem z obecnością mutacji aktywującej domenę kinazy tyrozynowej EGFR niezależnie od rzutu leczenia. Nie stwierdzono istotnego klinicznie działania u pacjentów z brakiem mutacji EGFR w guzie. Czynnik wzrostu naskórka i jego receptor (EGFR, od ang. epidermal growth factor receptor [HER1; ErbB1]) zostały zidentyfikowane jako główne czynniki odpowiedzialne za proces wzrostu i podziału w komórkach prawidłowych oraz nowotworowych. Aktywująca mutacja EGFR w komórce nowotworowej jest ważnym czynnikiem pobudzającym wzrost komórki, blokującym apoptozę, zwiększającym produkcję czynników angiogenezy i ułatwiającym proces powstawania przerzutów.